# Elmer Keith
Elmer Merrifield Keith (Hardin, 8 marzo 1899 – Boise, 12 febbraio 1984) è stato un inventore e scrittore statunitense, armaiolo noto per la creazione dei calibri .357 Magnum, .44 Magnum, .41 Magnum .

## Biografia
Fu un rancher dello Stato dell'Idaho. Nato nel Missouri, si spostò nel Montana, Idaho e Oregon. Sposò Lorraine Randall. Negli anni '30-'40 tenne un ranch a North Fork sul fiume Salmon nei pressi di Salmon (Idaho). Negli anni '40 lasciarono il ranch e si trasferirono nella cittadina di Salmon.
I trademarks di Keith furono i sigari, il dieci galloni Stetson, e il parlar senza mezzi termini. Keith fu un utilizzatore sportivo dei revolver double action Smith & Wesson. Nel periodo in cui i calibri per pistole tendevano ad ingrandirsi, come il .45 Colt, o il più leggero e veloce .30 Mauser, Keith portò al limite le velocità; calibri grossi con alte velocità.
Durante la seconda guerra mondiale, Keith servì come ispettore Ogden, nell'arsenale dello Utah. I fucili che ispezionò furono stampigliati con "OGEK" in un rettangolo, sulla culatta. Fucili stampigliati OGEK senza rettangolo furono ispezionati da Ed Klouser nello stesso arsenale.
Keith fu lo sviluppatore materiale dei Calibri per revolver come il .357 Magnum, e successivamente .44 Magnum e .41 Magnum.
Nella biografia, The Phantom Of Phu Bai, (biografia del marine USMC Scout Sniper Eric England, scritta dal Dr. Joseph B. Turner) un capitolo è dedicato a Elmer Keith, e alla sua influenza sulla comunità delle armi.

## Le invenzioni

### Revolver Magnum
Il primo grande contributo da parte di Keith, il calibro .357 Magnum, fu il risultato della ricarica manuale di cartucce .38 Special oltre il normale utilizzo, reso possibile dalla maggior robustezza dei revolver disponibili negli anni' 20 del XX secolo rispetto ai modelli del XIX secolo. Il .357 Magnum divenne disponibile nel 1935 e velocemente si diffuse tra le forze di polizia e ad uso civile. Il .357 Magnum ha un bossolo ben più lungo rispetto al .38 Special, ma la cartuccia identica nel suo insieme, tale da permettere ai revolver .357 Magnum di sparare anche calibri .38 Special o .357 Magnum, ma non viceversa data la scarsa resistenza di armi progettate per .38 Special. Comprando una pistola .357 Magnum, l'utente ha la possibilità di utilizzare entrambi i calibri. Il contributo di Keith allo sviluppo commerciale del .357 Magnum è stato messo in discussione in letteratura, e Keith denigrò il .357 Magnum come per il .38 Special.
Il calibro .44 Magnum fu sviluppato nello stesso modo, e fu commercializzato nel 1956. Keith determinò che le pareti del bossolo di un calibro .45 Colt erano troppo fini per resistere ai carichi pressori da lui creati. Sperimentò un revolver .44 Special, con proiettili pesanti e cariche elevate come per il .357 Magnum. Il risultato fu il .44 Special Magnum con pallottola da 250 grani e velocità d'uscita di 1 200 ft/s (370 m/s).
Keith incoraggiò Smith & Wesson e Remington a produrre versioni commerciali di queste cartucce sovraccaricate e pistole adatte al loro utilizzo. Mentre la S&W produsse il primo prototipo del revolver calibro .44 Magnum, il famoso Model 29, Sturm, Ruger commercializzò diversi mesi prima nel 1956 una versione .44 Magnum della singola azione Blackhawk. Nei fatti la Remington commercializzò una cartuccia ancora più potente di quella ideata da Keith, sparando una pallottola di 240 grani alla velocità di 1 500 ft/s (460 m/s), e rimase la cartuccia più potente fino allo sviluppo della .454 Casull (basata sulla .45 Colt). La .44 Magnum è ben più popolare, come la .454 Casull è considerata eccessiva da molti shooter, e i revolver in calibro .454 Casull furono rare e costose fino all'introduzione di modelli calibro .454 Casull da costruttori come Sturm, Ruger & Co. e Taurus a fine anni' 90.
Il calibro .41 Magnum, commercializzato nel 1963, fu il tentativo di creare una via di mezzo tra il .357 e il.44 Magnum. Il .357 Magnum fu adeguato per la caccia a misura di cervo, ma la potenza limitata ne permise l'uso a tiratori provetti. Il calibro .44 Magnum con maggior potenza, più facilmente utilizzabile in caccia a taglia di cervo, ma la ricarica e la fiamma alla bocca di fuoco notevoli, almeno fino agli ultimi modelli disponibili. Il .41 Magnum, ispirato dal più vecchio e obsoleto .41 Long Colt, fu inteso per aver maggior potenza del .357 Magnum con meno ricarica e fiamma all'uscita della bocca di fuoco rispetto al .44 Magnum. Il .41 Magnum ebbe un bossolo completamente nuovo (a differenza del .357 Magnum e .44 Magnum basati su bossoli precedenti), e usò una pallottola .410" al posto della più recente .41 Colt e .38-40 con pallottola diametro .400", facendo sì che la nuova .410" raggiunse velocità simili al .357 e .44 Magnum. Rimangono pochi utilizzatori del calibro .41 Magnum. In alcune forze di polizia, che usarono il .41 Magnum, si trovarono meglio con il .38 Special o il .357 Magnum; molti poliziotti non hanno interesse ad avere maggior potenza, e fiamme visibili al posto di maggior velocità durante uno scontro a fuoco. Alcuni si trovano bene per la potenza, che permette di atterrare l'avversario con un sol colpo. Il calibro 41 Magnum ha salvato abbastanza poliziotti fortunati da usarlo ancora. I cacciatori preferiscono l'uso del comune .44 Magnum o .44 Special.
Keith considerava le pistole un'arma di necessità. Ebbe modo di usarle innumerevoli volte nella sua vita, in modo molto abile. Colpì un cervo in diversi punti con la sua 6½ inch S&W Model 29 a distanza di 600 yarde. Fa parte della Keith collection di fabbricazione standard con canna 4-pollice (100 mm), da lui la più usata.
Keith è anche famoso per aver disegnato la No. 5, realizzata da R.F. Sedgeley nel 1928.

### PallottoleKeith-style
Keith progettò anche diverse pallottole, popolari ancora oggi, chiamate "Keith style". Basate sul taglio semiwadcutter, ma con l'uso di superfici frontali doppie rispetto agli standard e convesse. Questo permise di avere maggior materiale al di fuori del bossolo, e più camera libera nel bossolo, permettendo maggior carichi di polvere (vedi balistica interna).

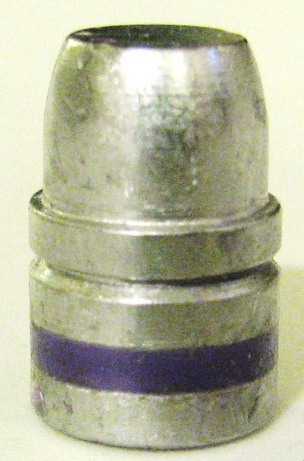
Keith-Style SWC

Originariamente Keith specificò un meplat che fu il 65% del calibro pallottola, successivamente lo aumentò fino al 70%. Altre caratteristiche del taglio SWC "Keith-style" sono l'ogiva a doppio raggio, incavi di crimpaggio bisellati, tre bande di guida di egual dimensione, incavo basso a profilo quadro e la base con bordo a spigolo vivo.

### Lavori con fucili
Keith sviluppò anche cartucce per fucili. Il calibro .333 OKH "O'Neil-Keith-Hopkins" sviluppato con Charlie O'Neil e Don Hopkins, derivato dal .30-06 Springfield e portato al diametro .333" con 250 e 300 grani come pallottole tipo il .333 Jeffery. Vi fu anche il .334 OKH, basato sul bossolo più corto .300 H&H Magnum. Il calibro .333 OKH, spogliato per ricevere la più comune pallottola .338" del precedente .33 Winchester, permise la creazione del popolare Wildcat cartridge il .338-06, conosciuto anche come 338 OKH, e ispiratore nel 1958 della commercializzazione del .338 Winchester Magnum basato sul bossolo .458 Winchester Magnum. Il .334 OKH, atto a ricevere la pallottola .338" e con la spalla caratteristica Weatherby "double-radius", fu introdotto da Weatherby nel 1963 come .340 Weatherby Magnum. Il .338-378 Weatherby Magnum, introdotto nel 1998, fu sviluppato da uno dei wildcat Keith, il .338-378 KT(Keith-Thomson), creato assieme a Bob Thomson negli anni '60.
Fu un ammiratore dei britannici Double rifle; con diversi esemplari nella sua collezione. Ne usò due in particolare, il .476 Westley Richards e il .500 Nitro Express, durante dei safari in Africa. Keith documentò l'esperienza nel libro Safari del 1968.

## Opere
Keith fu un prolifico scrittore, di libri e articoli giornalistici. Durante gli anni '50-'60, fu noto per gli articoli pubblicati sulla rivista mensile Guns & Ammo, e American Rifleman; articoli sulle performance dei nuovi articoli in commercio, grossi calibri e alte velocità. Influenzò autori come Mike Venturino e John Taffin.
- (EN)  Sixgun Cartridges and Loads. Onslow County, N.C., Small Arms Technical Publishing Co, 1936. [Riling 2200]
- (EN)  Big Game Rifles and Cartridges. Onslow County, N.C., Small Arms Technical Publishing Co, 1936. [Riling 2199]
- (EN)  Keith's Rifles for Larger Game Huntington, WV:  Standard Publications, 1946. [Riling 2551]
- (EN)  Elmer Keith's Big Game Hunting. Boston: Little, Brown, 1948. [Riling 2648]
- (EN)  Shotguns. Harrisburg, Pennsylvania: Stackpole & Heck, 1950. [Riling 2726]
- (EN)  Sixguns. Harrisburg, Pennsylvania: Stackpole & Heck, 1955.
- (EN)  Guns and Ammo for Hunting Big Game, with John Lachuk. Los Angeles, Calif. : Petersen Publishing Co.,1965.
- (EN)  Safari. La Jolla, Calif: Safari Publications, 1968.
- (EN)  Hell, I Was There (autobiography). Los Angeles, Calif.: Petersen Publishing Co., 1979.
- Riferimenti a Ray Riling, Guns and Shooting, a Bibliography, New York:  Greenberg, 1951.